# معاهدة فاس (1894)
معاهدة فاس جاءت لإنهاء حرب الريف (1893) بين المغرب وإسبانيا. وفيها وافق فيها سلطان المغرب الحسن الأول على دفع تعويضات حرب قدرها 20 مليون پزيتا وتعهد بتهدئة الأقاليم الشمالية ومعاقبة الريف، وتنازل عن الأراضي المحيطة بمليلة إلى اسبانيا، وأنشأ منطقة عازلة حول الأراضي الاسبانية في مليلة. وسمحت المعاهدة لإسبانيا بإستئناف بناء التحصينات في مليلة.